# Michael Herck

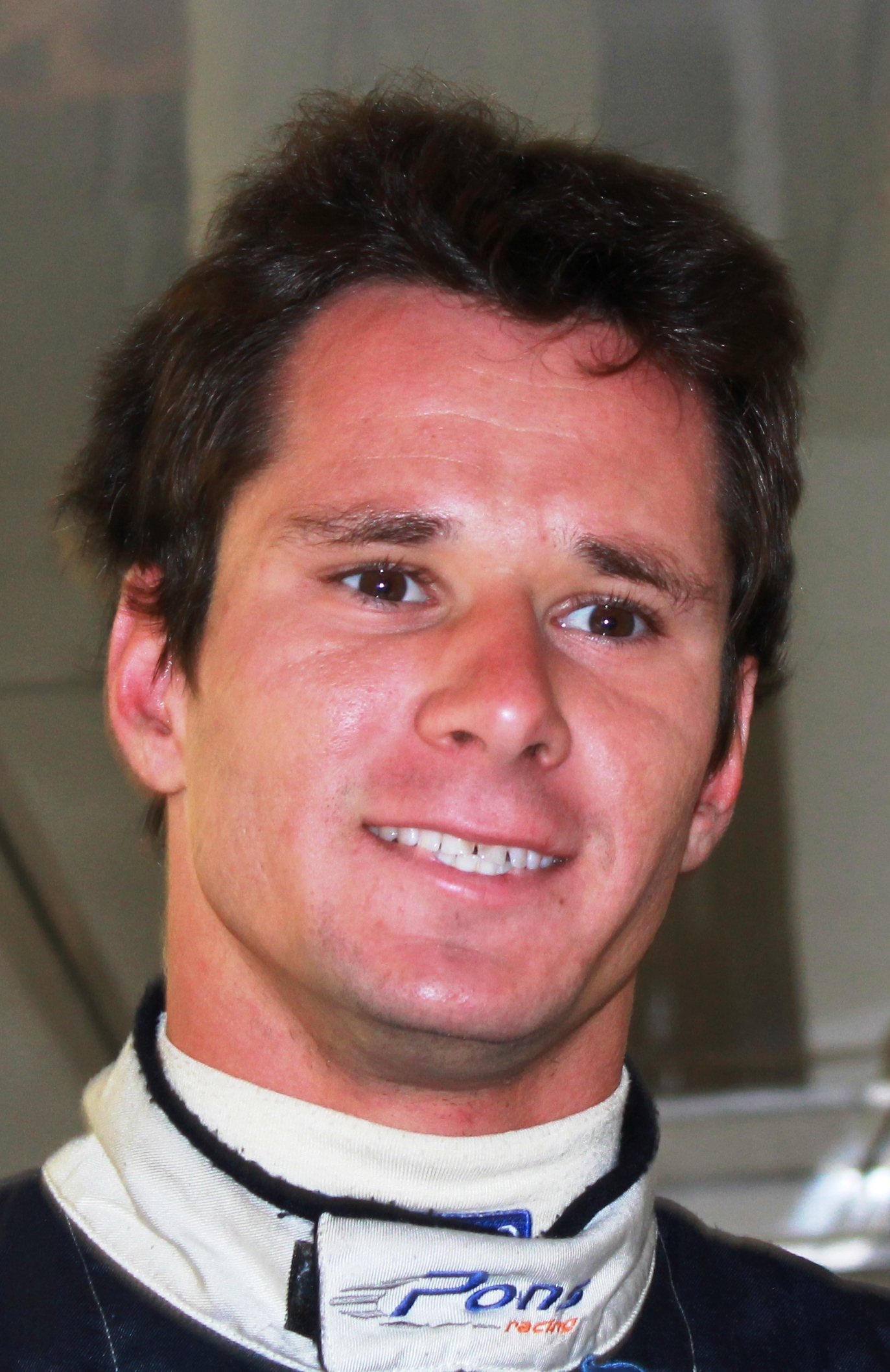
Michael Herck

Michael Herck (Boekarest, Roemenië, 4 augustus 1988) is een Belgisch-Roemeens autocoureur. Hij rijdt momenteel in de GP2 voor het team David Price Racing, dat werd gekocht door zijn adoptievader André in april 2009.

## Loopbaan
- 2004: Formule Renault Monza, team Dynamic Engineering (5 overwinningen, kampioen).
- 2004: Formule Junior 1600 Spanje, team onbekend (4 overwinningen, kampioen).
- 2004: Formule Renault 1600 België, team onbekend (4 races, 1 overwinning).
- 2005: Oostenrijkse Formule 3 kampioenschap, team Junior Racing Team (3 overwinningen, kampioen).
- 2005: Britse Formule 3-kampioenschap, team Junior Racing Team (5 races).
- 2006: Formule 3 Euroseries, team Bas Leinders Junior Racing Team.
- 2006: Britse Formule 3-kampioenschap, team Bas Leinders Junior Racing Team (2 races).
- 2006: Masters of Formula 3, team Bas Leinders Junior Racing Team.
- 2007: Formule Renault 3.5 Series, team Comtec Racing.
- 2007: Formule 3 Euroseries, team Bas Leinders Junior Racing Team.
- 2008: GP2 Asia Series, team FMS International.
- 2008: GP2, team David Price Racing.
- 2008-09: GP2 Asia Series, team David Price Racing.
- 2009: GP2, team David Price Racing.
- 2009: Formule Renault 3.5 Series, team Interwetten.com Racing (6 races).
- 2009-10: GP2 Asia Series, team David Price Racing.

## GP2 resultaten
| Jaar | Inschrijving       | 1          | 2          | 3          | 4          | 5          | 6          | 7          | 8          | 9          | 10          | 11         | 12         | 13         | 14         | 15         | 16         | 17         | 18         | 19          | 20         | Rang | Punten |
| ---- | ------------------ | ---------- | ---------- | ---------- | ---------- | ---------- | ---------- | ---------- | ---------- | ---------- | ----------- | ---------- | ---------- | ---------- | ---------- | ---------- | ---------- | ---------- | ---------- | ----------- | ---------- | ---- | ------ |
| 2008 | David Price Racing | ESP FEA    | ESP SPR    | TUR FEA    | TUR SPR    | MON FEA    | MON SPR    | FRA FEA NF | FRA SPR 15 | GBR FEA 23 | GBR SPR DNS | GER FEA 17 | GER SPR NF | HUN FEA NF | HUN SPR 17 | EUR FEA 12 | EUR SPR 14 | BEL FEA 14 | BEL FEA 11 | ITA FEA NF  | ITA SPR 17 | 30   | 0      |
| 2009 | David Price Racing | ESP FEA 13 | ESP SPR NF | MON FEA 16 | MON SPR 16 | TUR FEA NF | TUR SPR NF | GBR FEA 9  | GBR SPR 8  | GER FEA 14 | GER SPR 12  | HUN FEA 15 | HUN SPR NF | VAL FEA 13 | VAL SPR NF | BEL FEA NF | BEL FEA 9  | ITA FEA 20 | ITA SPR 13 | POR FEA DSQ | POR SPR NF | 23   | 0      |